# Humboldt-Gymnasium Trier
Das Humboldt-Gymnasium Trier (HGT) ist eine weiterführende Schule in der rheinland-pfälzischen Stadt Trier. Bis März 2009 trug die Schule den Namen Hindenburg-Gymnasium Trier.

## Gebäude
Die Pläne zum Gebäude der Schule wurden von Erich Wirth erstellt. Der dreiflügelige drei- bis viergeschossige Flachbaukomplex zählt zu den denkmalgeschützten Bauten in Trier. Im Schulgebäude gibt es drei Treppenhäuser, die die Schule in drei Teile unterteilen. Der Pausenhof besteht größtenteils aus Asphalt, es gibt eine Sprunggrube, eine Laufbahn und ein kleines Sportfeld mit zwei Handballtoren. Zudem sind inmitten einer Baumgruppe Reste eines Ehrenmals für Soldaten des Ersten Weltkriegs erhalten.
Seit 2020 ist zur Erweiterung der Schule ein Anbau geplant. Dieser wird vom Augustinerhof aus erschlossen und soll in Zukunft einen barrierefreien Zugang zum gesamten Schulkomplex sichern. Voraussichtlich soll der Erweiterungsbau bis Ende 2025 fertiggestellt werden, wobei mit Verzögerung zu rechnen ist.

## Geschichte
Am 4. Dezember 1821 erhielt ein Lehrer Fischer auf Antrag die Genehmigung der Kgl. Regierung zur Gründung einer Knabenschule. Ausgebildet werden sollten junge Männer in kaufmännischen und gewerblichen Berufen. Lehrfächer waren zunächst Deutsch, Französisch, Geschichte, Erdkunde, Kulturkunde, Mathematik, Religion, Bürgermoral und Zeichnen. Die Schule wurde dann am 2. Januar 1822 eröffnet. Während das Schulgebäude sich anfangs noch in der Brotstraße befand, wurde der Sitz des Gymnasiums, nach Erhebung der Schule durch den Stadtrat zur Stadtschule, nun genannt Neues Gymnasium, am 16. Oktober 1824 in die Weberbach verlegt. Neues Unterrichtsfach wurde Technologie. Am 5. November 1825 siedelte das Gymnasium erneut um, diesmal in das alte Karmeliterkloster in der Böhmerstraße. Ein Jahr später kam auch Latein als Unterrichtsfach dazu. 1830 erhielt die Schule die Genehmigung der Kgl. Regierung zur Umwandlung in eine Höhere Stadtschule sowie ihre Verbindung mit einer Gewerbeschule.
Am 13. September 1845 beschloss der Stadtrat, die Schule in eine Höhere Bürgerschule umzuwandeln, die aus sechs Klassen, Sexta bis Prima, bestehen sollte. Als dritte Fremdsprache wurde neben Latein und Französisch nun auch Englisch angeboten. Die Schule diente vorrangig dem Ziel zur Vorbereitung auf den Besuch einer technischen Fachschule. Zwei Jahre später wurde die Schule durch ministerialen Beschluss zur Provinzialgewerbeschule erhoben. Ein Jahr darauf durfte man auch Abschlussprüfungen abnehmen. Die Maturitätsprüfung wurde erstmals im Herbst 1848 abgenommen.
1936 kam es zur Zwangspensionierung des damaligen Direktors Heinrich Ohmen wegen Nichtmitgliedschaft in der NSDAP. Die Zusammenarbeit zwischen Schule und der Hitler-Jugend wurde unter dem neuen Direktor Eduard Anrich gefördert. Nach der völligen Zerstörung der Schulgebäude bei einem Bombenangriff 1944 erfolgte der Neuaufbau 1956, wobei auch die Turnhalle und die Aula mit einbezogen wurden. Am 30. Mai 1959 wurde die Wiedereröffnung in der Aula des Gymnasiums gefeiert.

### Name
Ab 1896 hieß die Schule Kaiser-Wilhelm-Gymnasium. 1914 war die Bezeichnung „Königliches Realgymnasium mit Realschule i.E.“ geläufig. Während des Ersten Weltkrieges 1917 benannte man die Schule dann anlässlich des 70. Geburtstags von Generalfeldmarschall Paul von Hindenburg in „Hindenburg-Realgymnasium“ um. 1937 lautete der Name dann offiziell Hindenburg-Schule, staatl. Oberschule für Jungen. Nach dem Zweiten Weltkrieg war ab 1945 Staatliches Hindenburg Realgymnasium der Name der Schule. Am 31. März 2009 wurde dann nach umfangreicher Diskussion im Stadtrat, ob der Name Hindenburg-Gymnasium noch tragbar sei, die Schule in Humboldt-Gymnasium umbenannt. Der Vorschlag Humboldt-Gymnasium hatte zudem den Vorteil, dass die Abkürzung HGT beibehalten werden konnte.

## Arbeitsgemeinschaften
Das Humboldt-Gymnasium Trier bietet ein vielfältiges Angebot an Arbeitsgemeinschaften:
| Arbeitsgemeinschaft | Zeitraum    | Zielgruppe  |
| ------------------- | ----------- | ----------- |
| Basketball-AG       | ganzjährig  | Klasse 6–7  |
| Darstellendes Spiel | ganzjährig  | Klasse 9&10 |
| Fairtrade-AG        | ganzjährig  | Klasse 6–7  |
| Film-AG             | ganzjährig  | Klasse 8–13 |
| Fußball für Mädchen | ganzjährig  | Klasse 5–13 |
| Gitarrenorchester   | ganzjährig  | Klasse 6–13 |
| Kenia-AG            | ganzjährig  | Klasse 9–11 |
| Koreanisch-AG       | ganzjährig  | Klasse 8–13 |
| Podcast-AG          | ganzjährig  | Klasse 5–13 |
| Popchor             | ganzjährig  | Klasse 5–13 |
| Queer-AG & Allies   | ganzjährig  | Klasse 5–13 |
| Rhetorik-AG         | ganzjährig  | Oberstufe   |
| Ruder-AG            | ganzjährig  | Klasse 6–13 |
| Schulbienen-AG      | ganzjährig  | Klasse 5–13 |
| Schulsanitätsdienst | ganzjährig  | Klasse 8–10 |
| Schulorchester      | ganzjährig  | Klasse 6–13 |
| Technik-AG          | ganzjährig  | Klasse 5–13 |
| Theater-AG          | ganzjährig  | Klasse 5–6  |
| Tennis-AG           | Sommer      | Klasse 5–13 |
| Werken              | 1. Halbjahr | Klasse 5–7  |

## Fremdsprachen
Schüler und Schülerinnen können am Humboldt-Gymnasium Trier die Sprachen Englisch und Französisch als 1. und 2. Fremdsprache, sowie Spanisch, Latein oder Russisch als 3. Fremdsprache belegen. 

Zudem bietet das Gymnasium seinen Schülerinnen und Schülern die Möglichkeit, sich in gezielt darauf ausgerichteten Kursen auf den Erwerb der Sprachzertifikate Cambridge Certificate, DELF und DELE vorzubereiten. Am Ende dieser Kurse, die meist in Form von freiwilligen Arbeitsgemeinschaften stattfinden, können Prüfungen zum Erhalt der jeweiligen Zertifikate in den Sprachniveaus A2-C1 abgelegt werden.

## Projekte
Neben dem Projekt „Paten und Streitschlichtung“, indem die zukünftige Paten der neuen Fünftklässler ausgebildet werden und ihnen somit den Start an der neuen Schule erleichtern, nimmt das Humboldt-Gymnasium Trier an zahlreichen Wettbewerben wie Jugend forscht, dem Bundeswettbewerb Fremdsprachen, den Science Olympiaden und vielen anderen Wettbewerben im MINT-Bereich und in den Fremdsprachen teil.
Um die interkulturellen und sprachlichen Kompetenzen der Schülerinnen und Schülern zu fördern gibt es zudem ein vielfältiges Angebot an Austauschbegegnungen, wie bspw. der Austausch mit dem Lycée Roland Garros auf La Réunion für die 10.–12. Klasse oder das Schuman-Programm innerhalb der Großregion (Lothringen, Wallonie oder Luxemburg) für Schülerinnen und Schüler der Klassen 7–10.